# Aphelenchus hainanensis
Aphelenchus hainanensis is een rondwormensoort. De wetenschappelijke naam van de soort is voor het eerst geldig gepubliceerd in 1938 door Rahm.